# Talharim

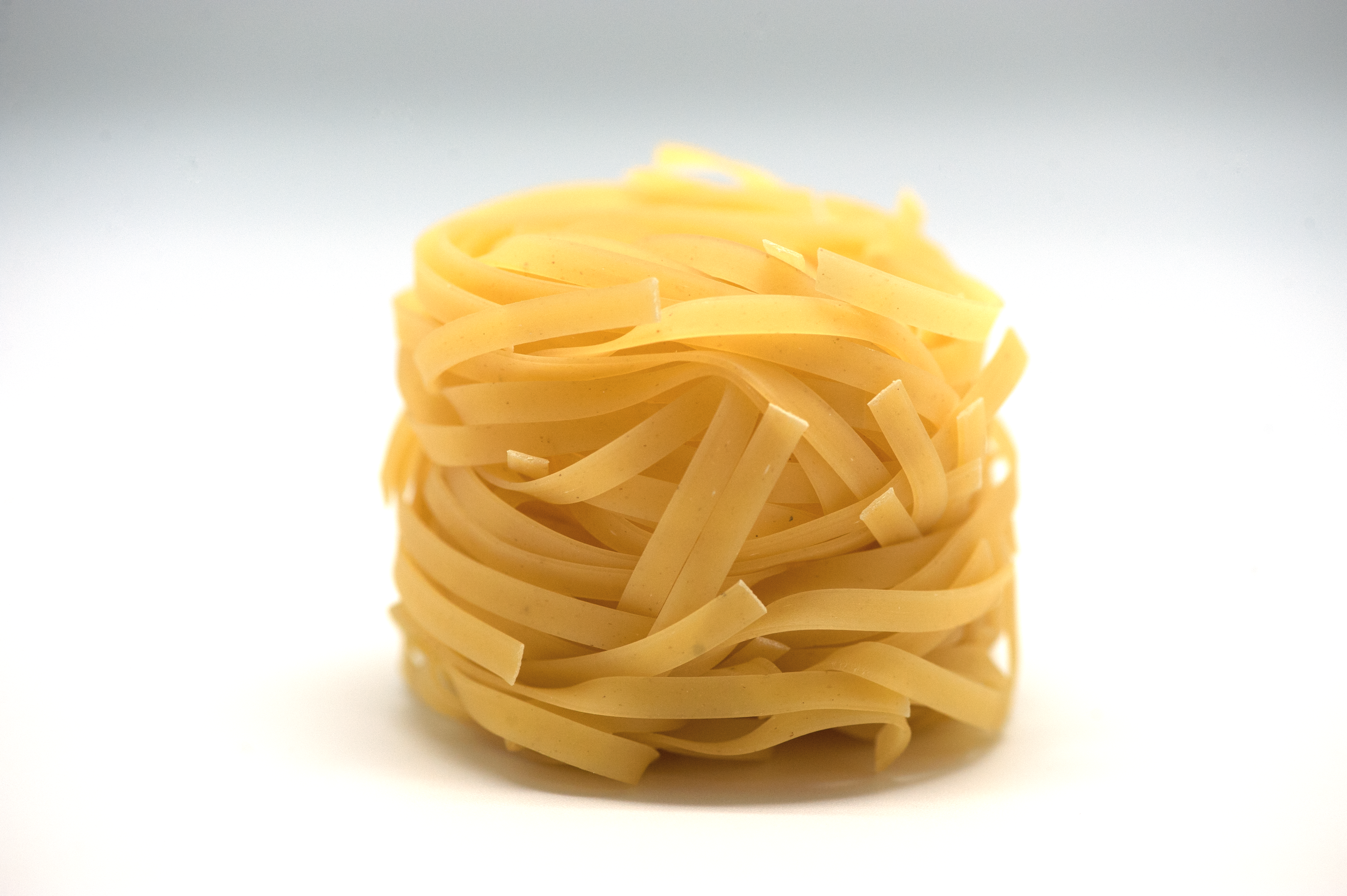
Talharim

Talharim (do italiano tagliarini) é um tipo de massa alimentícia com a forma de finas tiras. Há variações no nome, que incluem “taglierini” ou “tajarin” (no dialeto do Piemonte, que é a “pátria” desta massa e aparentemente a palavra mais próxima do nome em português), e representam o tipo mais fino das massas do grupo tagliatelle, as pastas em tiras.
Esta massa é de cozedura muito rápida e, por absorver rapidamente os líquidos, normalmente é servida com molho simples, por vezes, apenas manteiga ou mascarpone (um queijo cremoso), ou o molho de um assado.